# Hranitnyj
Hranitnyj (ukr. Гранітний) – stacja kolejowa w pobliżu miejscowości Bereziwka, w rejonie korosteńskim, w obwodzie żytomierskim, na Ukrainie. Położona jest na linii Kalinkowicze – Szepetówka.
Od stacji odchodzi bocznica do pobliskiej kopalni granitu.